# Mikołaj Kołodziejczak
Mikołaj Kołodziejczak (ur. 4 października 1935 w Karszewie, zm. 2006) – polski polityk i działacz społeczny, wiceprezes (1992–1997) i członek Zarządu Głównego Związku Ochotniczych Straży Pożarnych RP, bliski współpracownik Waldemara Pawlaka.

## Życiorys
W 1947 roku ukończył Szkołę Powszechną w Karszewie, następnie uczył się w gimnazjum i dwuletnim Liceum Handlowym w Kole. W 1957 roku rozpoczął pracę w Państwowym Zakładzie Ubezpieczeń. W latach 1958–1960 brał udział w organizowaniu Spółdzielni Mieszkaniowej w Kole. W 1960 roku wstąpił do Ochotniczej Straży Pożarnej. Pracował następnie w Zarządzie Powiatowym ZOSP w Kole i w Słupcy.
Od 1974 do 1991 roku był dyrektorem Inspektoratu PZU w Słupcy. Podjął też studia na Wydziale Prawa i Administracji Uniwersytetu im. Adama Mickiewicza w Poznaniu, gdzie uzyskał tytuł magistra prawa administracyjnego.
Od 1975 był członkiem Prezydium Zarządu Wojewódzkiego Związku OSP w Koninie, pełnił też funkcję prezesa Zarządu Województwa Konińskiego Związku OSP. W latach 1983–1989 stał na czele Stronnictwa Demokratycznego w województwie konińskim, a od 1988 roku był przewodniczącym Wojewódzkiej Rady Narodowej w Koninie.
W 1988 roku został członkiem Prezydium Zarządu Głównego ZOSP. W latach 1992–1997 był wiceprezesem Zarządu Głównego ZOSP RP. Od 1991 do 1997 roku był też kierownikiem Biura Zarządu Wojewódzkiego ZOSP RP w Koninie.
W 1999 roku został pierwszym prezesem Zarządu Wojewódzkiego Związku Ochotniczych Straży Pożarnych RP Województwa Wielkopolskiego. Pełnił tę funkcję do 2004. W latach 2002–2007 był przewodniczącym Komisji Kultury Zarządu Głównego ZOSP RP.
Zmarł nagle w wieku 71 lat, pochowany na cmentarzu komunalnym w Kole.

## Odznaczenia
Został odznaczony następującymi odznaczeniami:
- Krzyż Oficerski Orderu Odrodzenia Polski
- Krzyż Kawalerski Orderu Odrodzenia Polski
- Złoty Krzyż Zasługi
- Srebrny Krzyż Zasługi
- Srebrna Odznaka „Zasłużony dla Ochrony Przeciwpożarowej”
- Złoty Znak Związku Ochotniczych Straży Pożarnych Rzeczypospolitej Polskiej
- Medal honorowy im. Bolesława Chomicza
- Złoty Medal „Za Zasługi dla Pożarnictwa”
- Srebrny Medal „Za Zasługi dla Pożarnictwa”
- Brązowy Medal „Za Zasługi dla Pożarnictwa”
- Odznaki za zasługi dla: Koła, województwa wielkopolskiego, województwa konińskiego i Konina[1]